# Arboretum de Pézanin
L'arboretum de Pézanin ou arboretum domanial de Pézanin est un arboretum créé en 1903 et situé à Dompierre-les-Ormes, en Saône-et-Loire, dans le sud de la Bourgogne.
Niché depuis plus d'un siècle dans un vallon au pied du mont Saint-Cyr, point culminant de la Bourgogne du Sud, il s'étend sur 27 hectares. Il est la propriété du ministère de l'Agriculture depuis plus de 80 ans et est géré par l'Office national des forêts (ONF).
C'est l'un des plus anciens et des plus riches arboretums en France. On y trouve plusieurs centaines d'espèces ou variétés d’arbres du monde entier, ainsi qu'un étang de 4 ha. La pêche (carpes, brochets) y est autorisée et réglementée par des cartes de pêche.

## Géographie et localisation
L’arboretum est accessible par la RCEA (RN79),  Dompierre-les-Ormes, à 20 minutes de Mâcon, Paray-le-Monial, Cluny.
La nature particulière du site, avec son lac et cette forte imprégnation au sein de la forêt participent à la renommée de l'arboretum. Le paysage de moyenne montagne à forte présence boisée vaut à cette région son surnom de petite Suisse du Mâconnais, et peut aussi faire penser aux paysages haut-jurassiens.

## Historique
Créé en 1903 par un grand botaniste français, le célèbre grainetier Philippe de Vilmorin (1872-1917), sur les terres du château d'Audour, l'arboretum a toujours eu vocation d'acclimater des plantes du monde entier.
Entre 1903 et 1923, plus de 1 100 espèces sont plantées, certaines inadaptées au climat disparaîtront rapidement, tandis que d'autres y prospéreront.
À l'origine le domaine est divisé en carrés de 20 mètres sur 20 mètres, dédiés chacun à une espèce. Avec le temps, ces limites ont disparu au profit d'une futaie jardinée composée de bouquets d'essences d'origines diverses : européennes, japonaises, chinoises, américaines, coréennes, mandchoues, etc.
D'après Roger de Vilmorin, fils de Philippe, qui décrit l'arboretum en 1935 dans la revue La Terre et La Vie, 70 000 sujets seront plantés de 200 genres différents. Les espèces très exotiques ne se sont pas toujours acclimatées au climat rude de la région, mais une partie non négligeable de celles-ci ont contribué au succès de l'expérimentation de grande ampleur entreprise ici. Dans son article, il évoque aussi le terrible hiver 1916-1917 qui causa la perte de nombreux spécimens.
Fasciné par l'acclimatation sur site d'espèces parfois rares du monde entier il conclut par ces mots :

« La place nous manque hélas ! pour accompagner le lecteur au sein de toutes les merveilles de ce jardin d'acclimatation végétale. D'ici peu, lorsque sa valeur se sera affirmée sous le poids des ans et des épreuves toujours répétées du climat, nous souhaitons qu'il attire ceux qu'intéressent les essais forestiers et les collections exotiques. Aux forestiers, aux amateurs nous demanderons alors de nous aider à tirer de la vaste expérience entreprise les conclusions qu'elle engendrera. »

— Roger de Vilmorin, La Terre et La Vie, 1935
L'arboretum est ensuite racheté par l'État en 1935. En 1969, il acquiert le statut de forêt domaniale, et il est depuis géré par l'Office national des forêts, lequel a à cœur de l'ouvrir autant que possible au grand public et aux familles.
Les tempêtes de 1981, 1982 et 1999 ont causé d'importants dégâts sur certains des plus anciens arbres ; toutefois, avec l'aide de la fondation Ushuaïa, de nombreuses collections ont été reconstituées et enrichies.

## L'arboretum

### Description
Des chemins balisés créés par l'ONF permettent la visite du grand public. Avec 25 000 visiteurs en 2013, l'arboretum fait partie des 50 sites les plus visités en Bourgogne (39e).
L'arboretum est en partie accessible aux personnes à mobilité réduite, le sentiers faisant le tour du lac par exemple a été aménagé pour leur accès.
Il est par ailleurs ouvert toute l'année, dispose d'aire de pique-nique et d'aire de jeux.
Au sein de l'arboretum, vous pourrez vous adonner à la pratique de  géocaching, un trésor y étant dissimulée, de plus, et depuis 2004, le grand public peut découvrir le métier de forestier-sylviculteur, dans le martélodrome, espace de forêt de résineux, ou le visiteur découvrira les principes de la gestion raisonnée de la forêt.

### Intérêt scientifique
Pézanin a une vocation scientifique depuis son origine : tester l'acclimatation d'espèces du monde entier.
Dans le cadre du réchauffement climatique le CNRS et l'INRA mènent des expérimentations sur le site, en l'enrichissant de nouvelles espèces et en étudiant leurs réactions aux conditions climatiques.

### Espèces remarquables

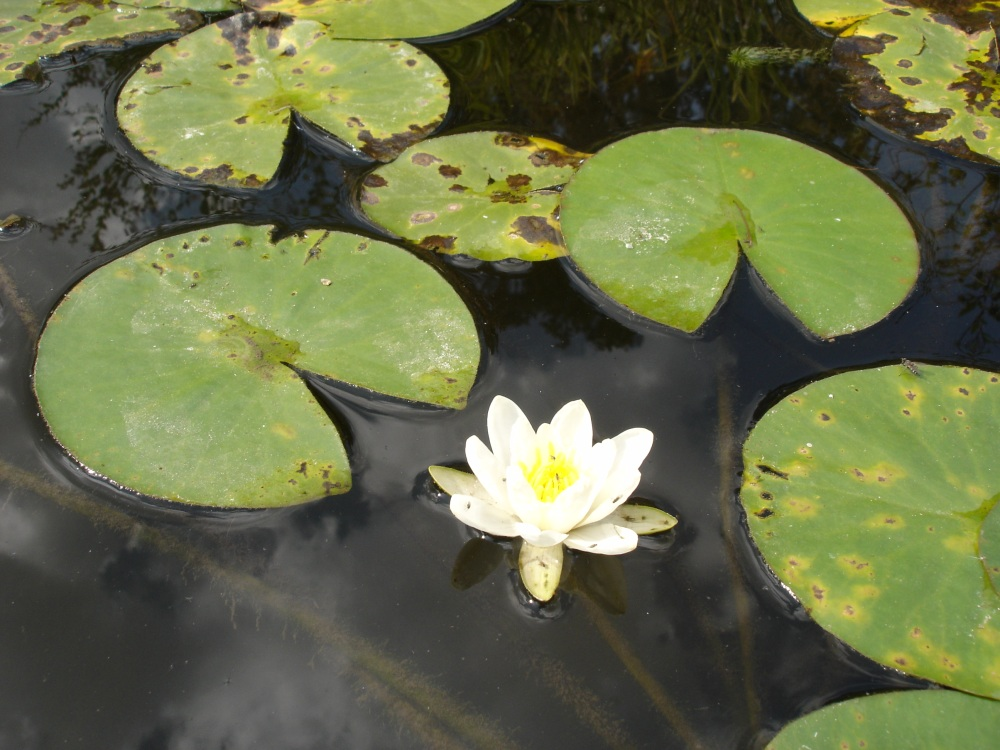
Nénuphar blanc qu'on trouve sur le lac.

On y trouve présentées de nombreuses essences, dont certaines exceptionnelles telles que : le chêne dont un chêne hétérophylle (qui possède deux sortes de feuilles), 37 variétés d'érables du Japon, de Chine et d'Amérique du Nord, le Cyprès chauve remarquable pour ses racines apparentes qui lui permettent de respirer en zone marécageuse, le Juglandaceae, le Cèdre, le Ginkgo, des Robiniers, des Prunus, l'Orme, de nombreux Résineux, le faux Mélèze de Chine,, ainsi que l'immanquable séquoia géant de Californie dont les proportions sont remarquables : environ 50 mètres de haut et 6 mètres de circonférence !

### Sauvegarde et protection du site
Un programme de sauvegarde a été mis en place pour les 500 espèces provenant du monde entier. Chaque année, entre 20 et 50 nouvelles espèces sont plantées dans ce conservatoire végétal. L'Arboretum est située en plein cœur de la zone Natura 2000 du Clunisois qui englobe la quasi-totalité du territoire de la commune de Dompierre.Afin de préserver le site, sa flore et sa faune, la cueillette ou la tenue de chiens sans laisse sont interdites, de même que les feux et l'usage d'instruments sonores en dehors de l'aire de pique-nique spécialement aménagée à cet effet.
Les gardes forestiers présents sur place veillent à l'entretien, au balisage touristique et au respect de l'environnement liés à son ouverture au public.

## Le Lab 71

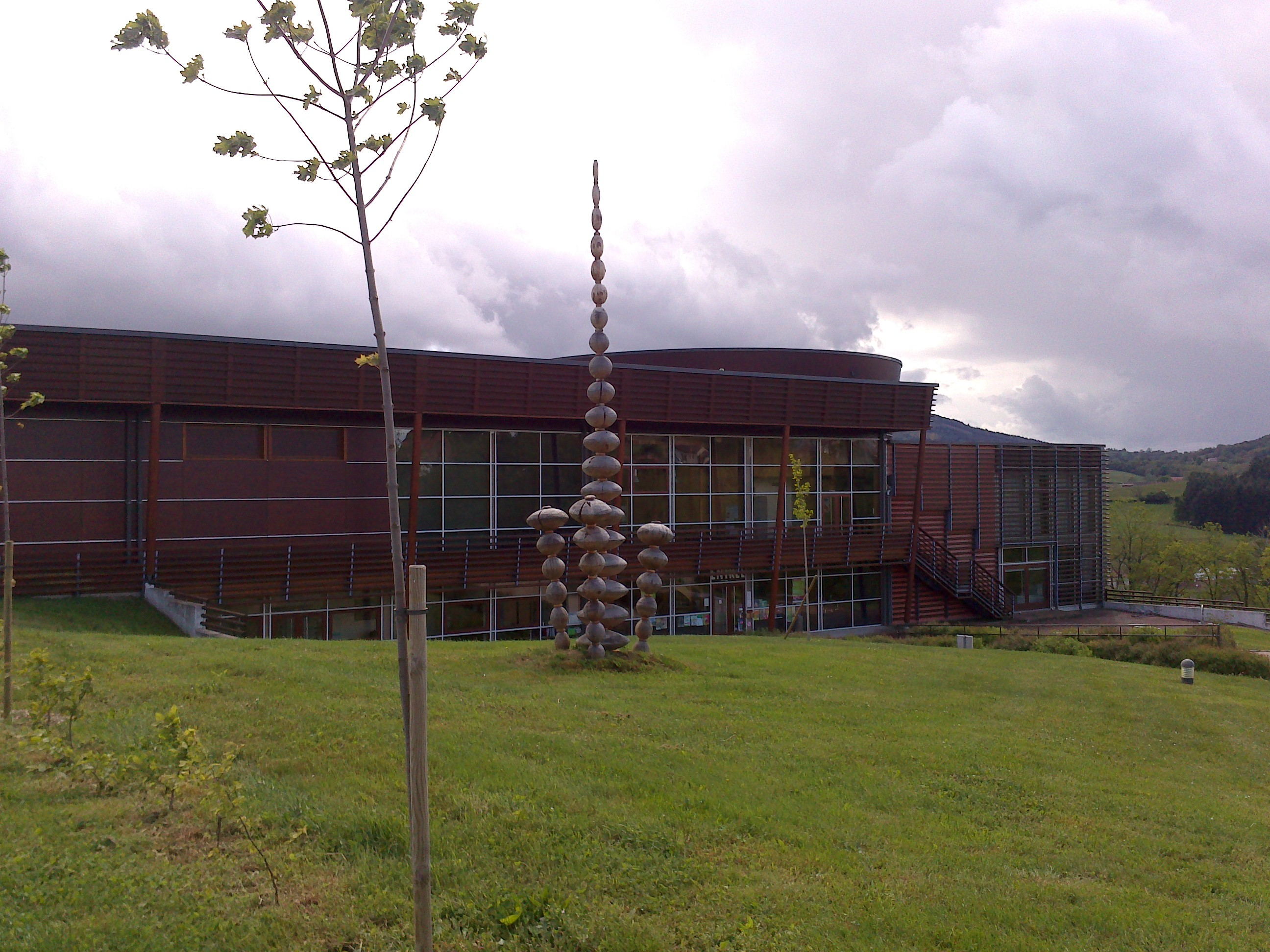
Vue sur le Lab 71.

Pézanin est depuis 2002 complété, toujours sur la commune de Dompierre-les-Ormes par la galerie européenne de la forêt et du bois. En 2014, la galerie se transforme pour devenir le pôle développement durable et scientifique de Saône-et-Loire, pôle en grande partie tourné vers la jeunesse. L'ensemble Lab 71-arboretum forme un complexe "nature" dédié à la forêt et aux sciences durables. Un chemin a été aménagé pour permettre aux visiteurs de se déplacer entre le Lab et l'arboretum (2 minutes à pied).

## Association des Amis de Pézanin
Depuis 2022, les amis de Pézanin se sont regroupés en association pour œuvrer à la protection et la préservation du site, en collaboration étroite avec l'Office national des forêts. Leurs actions visent à protéger ce lieu unique de 27 hectares, d'en garantir l'accès au public, d'en améliorer la compréhension et de participer financièrement et logistiquement à son entretien et aux développements des équipements mis à disposition des visiteurs. En 2023 les amis de Pézanin ont créé un site internet dédié à leur action et à la découverte de l'arboretum www.lesamisdepezanin.fr. 

## Galerie

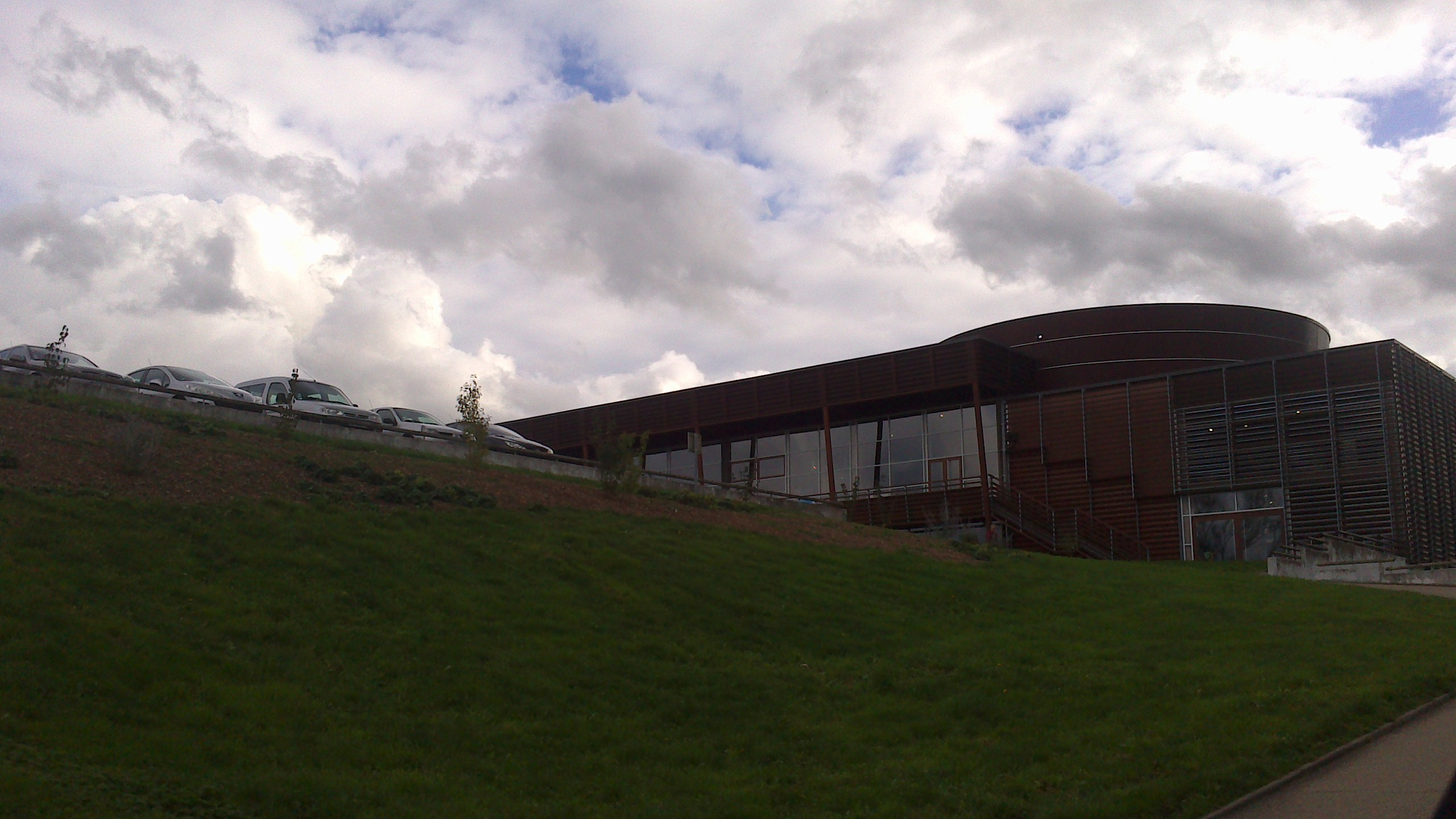
Le Lab.
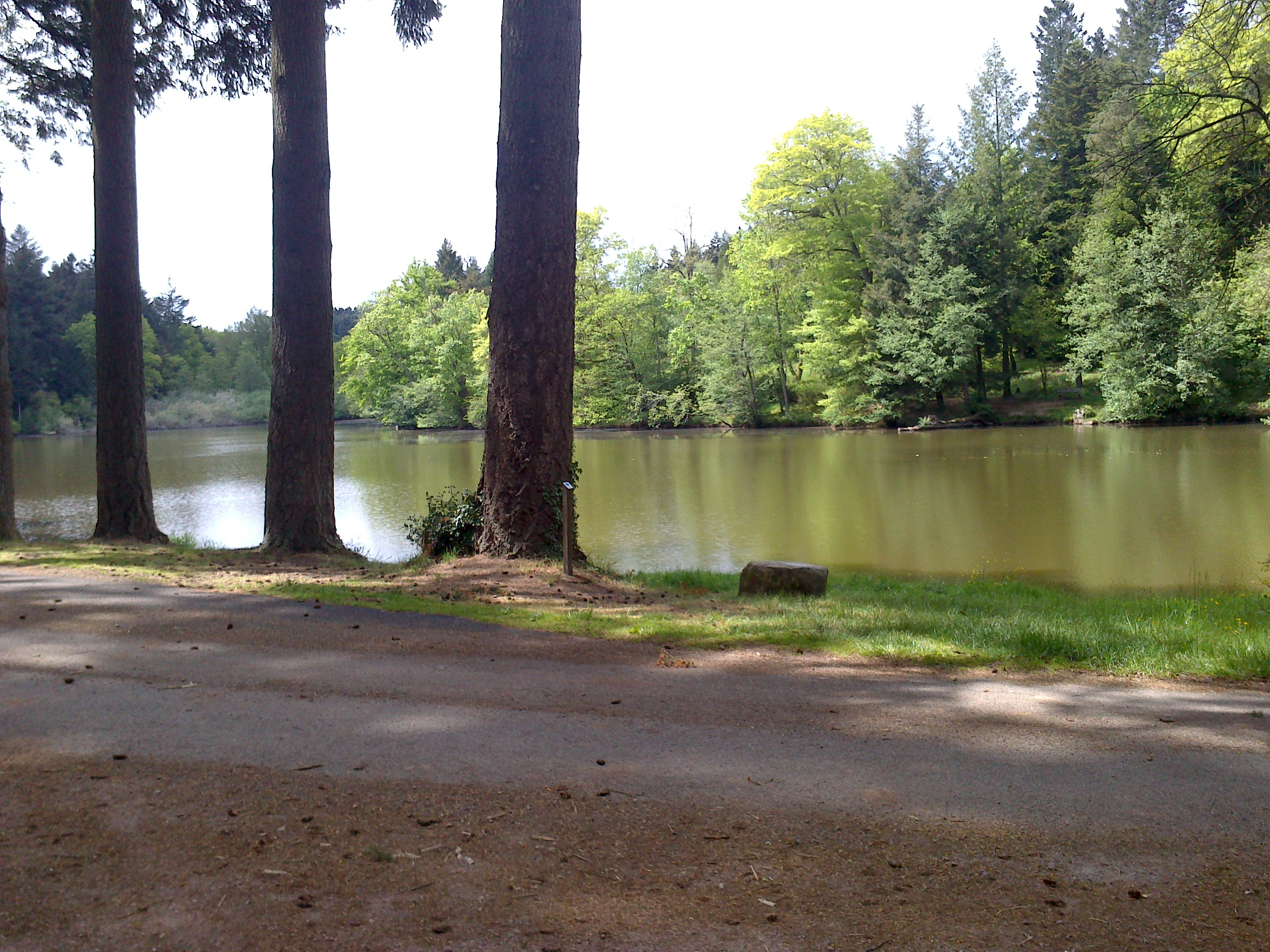
Pézanin en 2014.
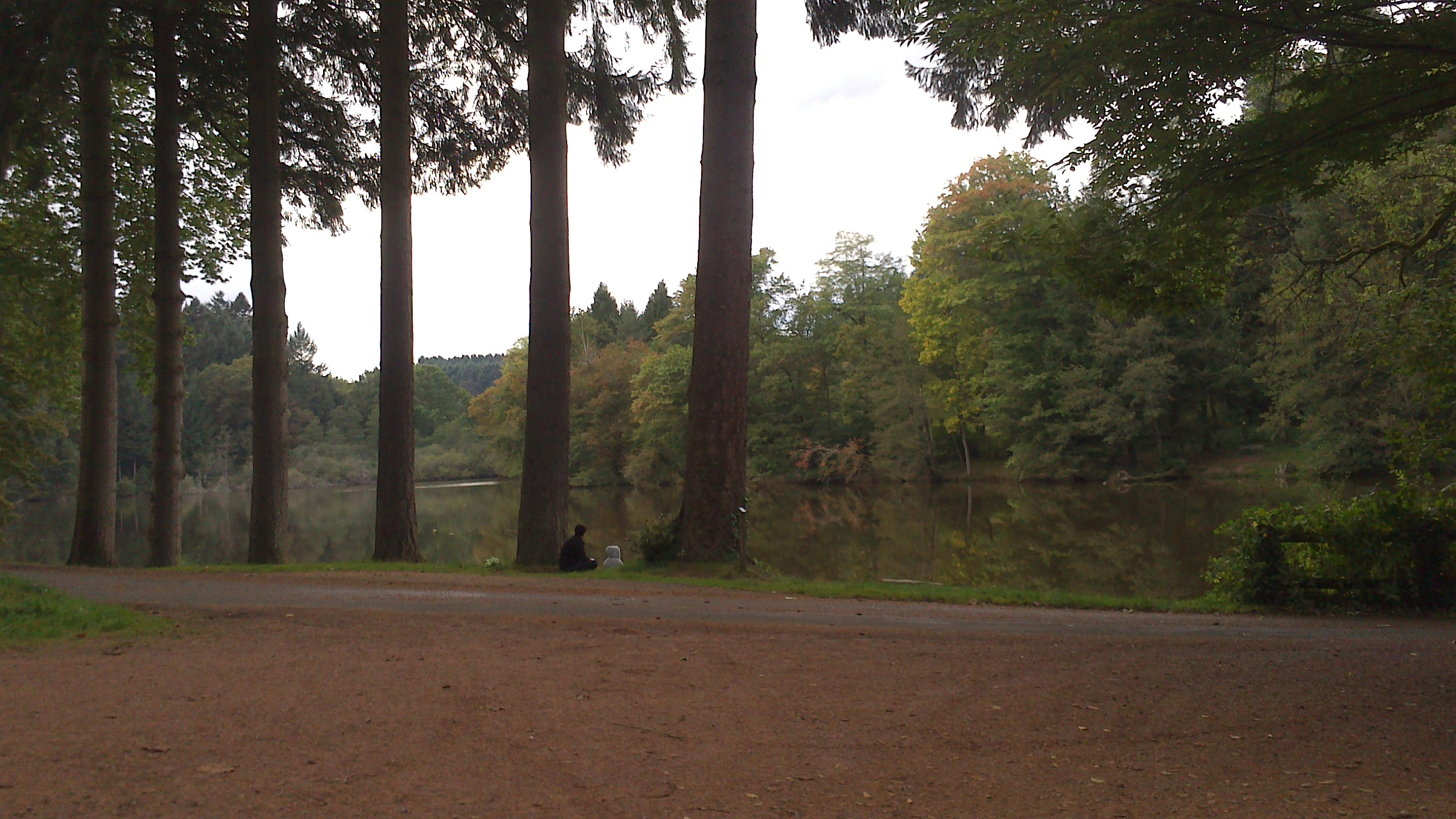
Vue sur le lac en automne.
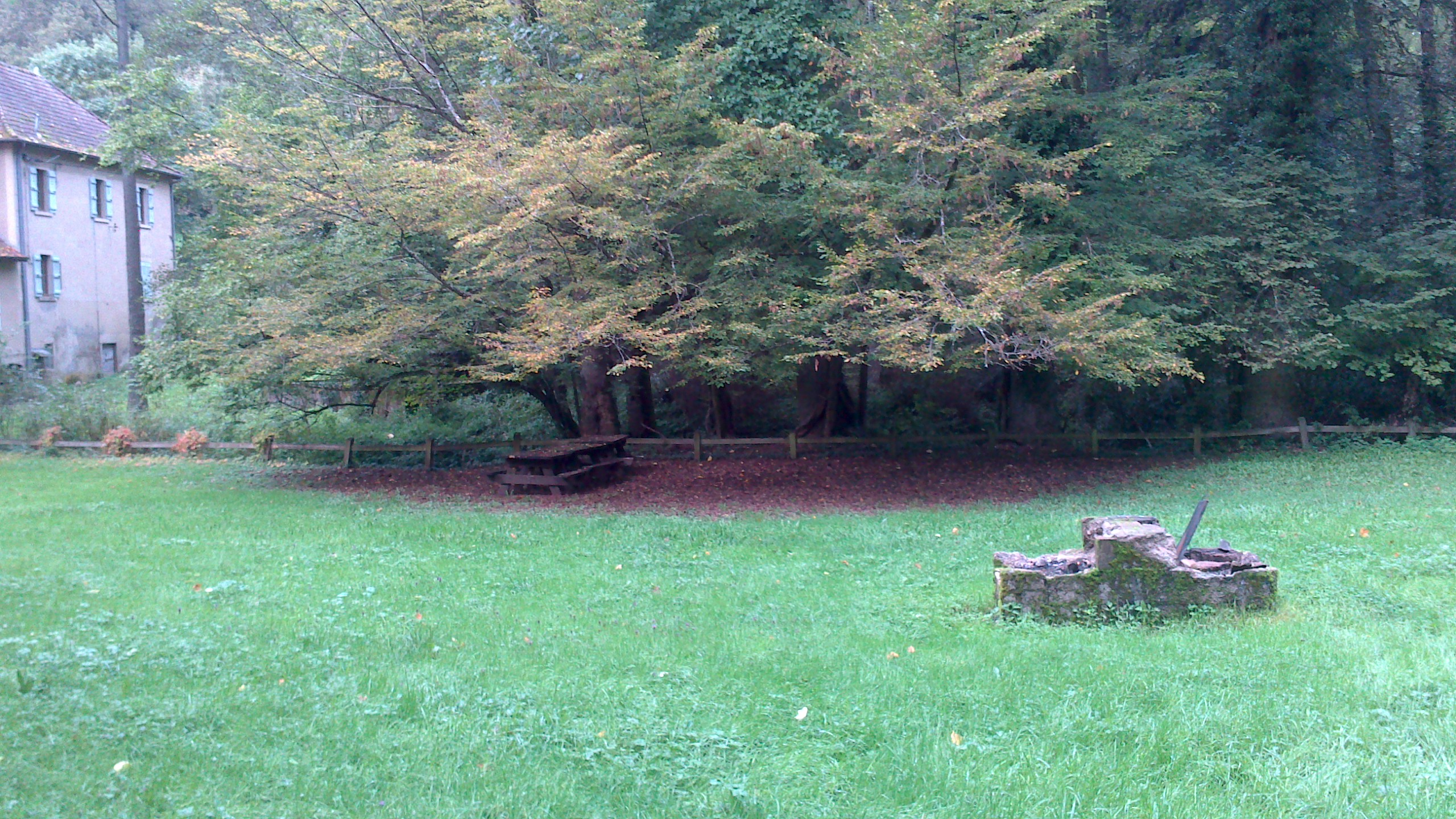
Aire de pique-nique en automne.
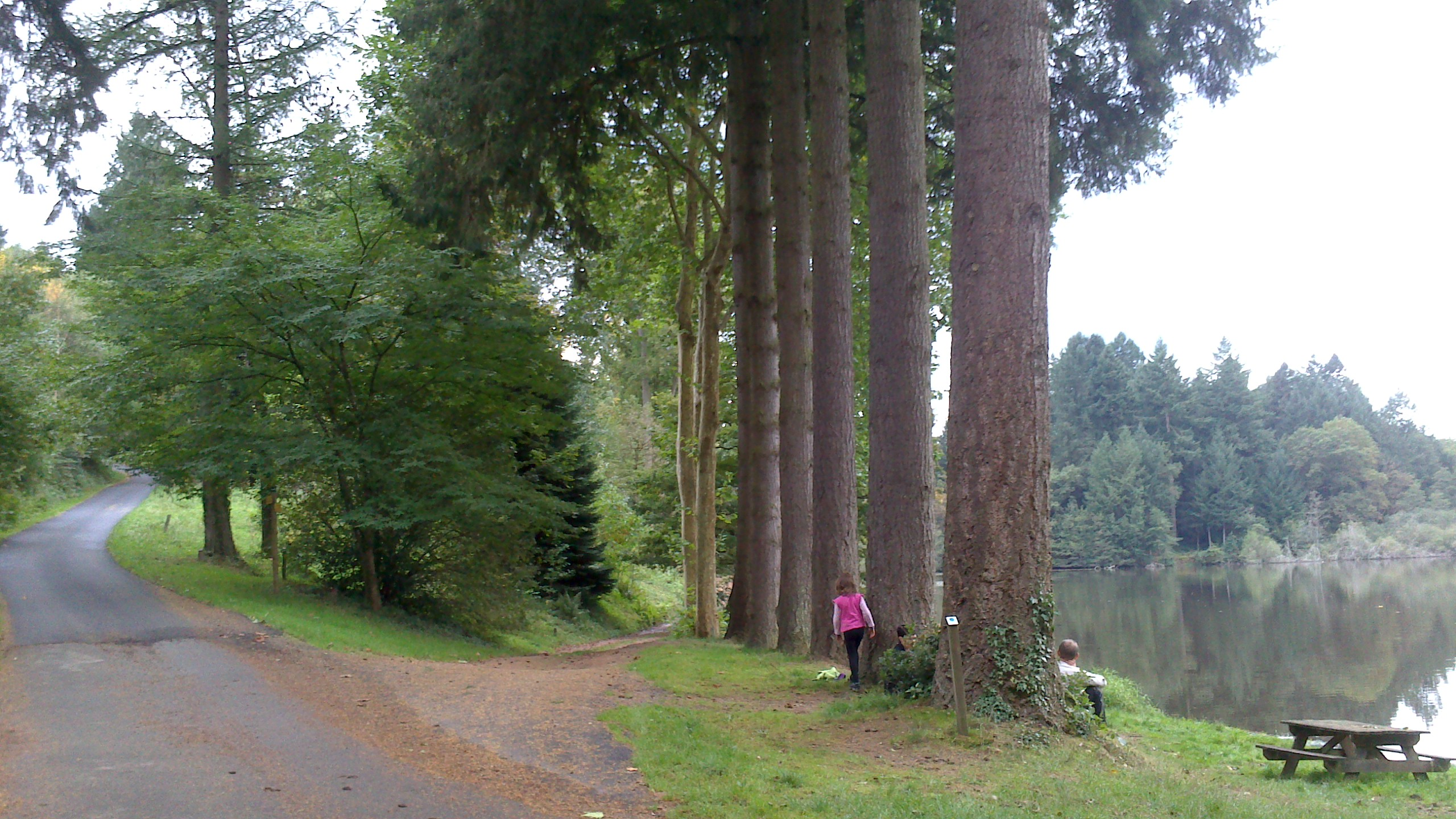
Arboretum.